# Internazionali di Tennis Monza e Brianza
Gli Internazionali di Tennis Monza e Brianza,, noti come Mitsubishi Electric Europe Cup per motivi di sponsorizzazione, sono stati un torneo professionistico di tennis giocato sulla terra rossa, che facevano parte dell'ATP Challenger Tour. Si giocarono annualmente al Circolo Tennis Monza di Monza in Italia dal 2005 al 2012.
Il circuito Challenger sarebbe tornato a Monza nel 2025 con la prima edizione del Monza Open.

## Albo d'oro

### Singolare
| Anno | Campione             | Finalista        | Punteggio        |
| ---- | -------------------- | ---------------- | ---------------- |
| 2012 | Daniel Gimeno Traver | Albert Montañés  | 6–2, 4–6, 6–4    |
| 2011 | Julian Reister       | Alessio di Mauro | 2–6, 6–3, 6–3    |
| 2010 | Daniel Brands        | Pablo Andújar    | 6(4)–7, 6–3, 6–4 |
| 2009 | David Marrero        | Antonio Veić     | 5–7, 6–4, 6–4    |
| 2008 | Albert Montañés      | Alberto Martín   | 3–6, 7–6(1), 6–3 |
| 2007 | Werner Eschauer      | Jan Hájek        | 6–0, 3–0 ritiro  |
| 2006 | Nicolas Devilder     | Flavio Cipolla   | 6–2, 7–5         |
| 2005 | Alessio di Mauro     | Nicolas Devilder | 6–1, 2–6, 6–3    |

### Doppio
| Anno | Campioni                            | Finalisti                        | Punteggio           |
| ---- | ----------------------------------- | -------------------------------- | ------------------- |
| 2012 | Andrej Golubev Jurij Ščukin         | Tejmuraz Gabašvili Stefano Ianni | 7–6(4), 5–7, [10–7] |
| 2011 | Johan Brunström Frederik Nielsen    | Jamie Delgado Jonathan Marray    | 5–7, 6–2, [10–7]    |
| 2010 | Daniele Bracciali David Marrero     | Martin Fischer Frederik Nielsen  | 6–3, 6–3            |
| 2009 | James Auckland Travis Rettenmaier   | Dušan Karol Jaroslav Pospíšil    | 7–5, 6(6)–7, [10–4] |
| 2008 | Stefano Galvani Alberto Martín      | Denis Gremelmayr Simon Greul     | 7–5, 2–6, [10–3]    |
| 2007 | Nathan Healey Jordan Kerr           | Ricardo Hocevar Alexandre Simoni | 6–4, 6–3            |
| 2006 | Rubén Ramírez Hidalgo Tomas Tenconi | Leonardo Azzaro Christopher Kas  | 4–6, 6–4, [13–11]   |
| 2005 | Nicolas Devilder Olivier Patience   | Massimo Bertolini Uros Vico      | 7–5, 6–4            |